# Кашаево (Тверская область)
Кашаево  — деревня в Торжокском районе Тверской области, в 13,5 километрах к югу от Торжка.
Асфальтированная дорога ведёт из деревни на северо-восток(в Дмитровское 2,5 км) и на юго-восток в Дорки (2,5 км), Чуриково (3,8 км), Ильино (4,5 км).
В деревне есть коровья ферма, к югу — старый пруд; новый пруд размерами больше (200 м²), и был выкопан в 2001 году. В прудах купаются местные жители. В окрестностях деревни растут грибы, много орешников; водятся зайцы.

## Население
| 2010 |
| ---- |
| 29   |

В деревне родился Герой Советского Союза Дмитрий Кузьмин.

## Интересные факты
По рассказам местных жителей, они участвовали в пресечении атак германских мотоциклетных разъездов во время Великой Отечественной войны; в деревне была застава.